# Chris Flory
Chris Flory (New York, 13 november 1953 is een Amerikaanse jazz-gitarist. 
Flory kreeg gitaarles van onder meer Tiny Grimes en speelt als professioneel muzikant sinds ongeveer 1973. Sinds 1976 heeft hij veel samengewerkt met Scott Hamilton en sinds 1986 met pianiste Judy Carmichael. Ook speelde hij in het sextet van Benny Goodman  (1978-1983) en met onder meer Roy Eldridge, Illinois Jacquet, Buddy Tate en Ruby Braff. Flory heeft op zo'n vijftig cd's meegespeeld en nam vijf albums als leider op (2013).

## Discografie (selectie)
- For All We Know, Concord, 1988
- City Life, Concord, 1993 ('album pick' Allmusic)
- Word on the Street, Double-Time Records, 1996
- Blues in My Heart, Stony Plain, 2003
- For You, Arbors, 2008
- Chris Flory Quintet Featuring Scott Hamilton, Arbors, 2012